# ای‌ام‌دی
ای‌ام‌دی (AMD) (به انگلیسی: Advanced Micro Devices) یک شرکت فناوری چندملیتی آمریکایی است که در صنعت نیمه‌رسانا (شاخه‌ای از صنعت الکترونیک) و به‌طور ویژه در زمینهٔ طراحی و توسعهٔ فناوری انواع پردازنده و چیپست فعالیت می‌کند. این شرکت در سال ۱۹۶۹ توسط جری ساندرز در کالیفرنیا تأسیس شده‌است و رقیب اصلی شرکت اینتل به‌شمار می‌رود.
شرکت ای‌تی‌آی سازندهٔ کانادایی پردازنده‌های گرافیکی در سال ۲۰۰۶ میلادی توسط ای‌ام‌دی خریداری شد و هم‌اکنون در این شرکت ادغام شده و برند آن منحل گردیده‌است. ستاد مرکزی ای‌ام‌دی در سانتا کلارا، کالیفرنیا واقع است.
لیسا سو مدیرعامل ای‌ام‌دی و مارک پپرمستر مدیر ارشد فناوری ای‌ام‌دی است.

## تاریخچه
شرکت ای‌ام‌دی در سال ۱۹۶۹ در کالیفرنیا با رویکرد تولید انواع نیمه‌رساناها از جمله انواع مدارهای مجتمع و سپس انواع سی‌پی‌یو توسط جری ساندرز و همکارانش با سرمایه اولیه یکصد هزار دلار پایه‌گذاری شد. در سال ۱۹۷۰ نخستین محصول این شرکت یک ماشین حساب بود. سال ۱۹۸۲ برای ای‌ام‌دی یک نقطه عطف بود چرا که در این سال این شرکت توانست به‌عنوان دومین سازنده ریزپزدازنده با شرکت مادرتخصصی آی‌بی‌ام قرار داد منعقد کند و در سال ۱۹۸۴ به عنوان یکی از یکصد شرکت برتر در آمریکا شناخته شد و اکنون AMD به عنوان نخستین سازنده بزرگ ریزتراشه در جهان شناخته می‌شود.
درطی تصمیم‌گیری شرکت ای‌ام‌دی در سال ۲۰۰۸ بر تمرکز این شرکت روی طراحی تراشه‌ها، بخش تولیدی ای‌ام‌دی در سال ۲۰۰۹ با عنوان شرکت گلوبال‌فَوندریز از این شرکت جدا شد و به شرکت سرمایه‌گذاری مبادله که متعلق به دولت ابوظبی است، واگذار گردید.

## برخی از محصولات
- در سال ۱۹۸۵، شرکت ای‌تی‌آی به عنوان نخستین سازنده بردهای گرافیکی معرفی گردید.
- در سال ۱۹۸۷، تولید ای‌ام‌دی به هفت هزار چیپ در هفته رسید.
- در سال ۱۹۸۹، دو شرکت ای‌ام‌دی و ای‌تی‌ای با هم قرارداد همکاری منعقد کردند تا اینکه در سال ۱۹۹۱ اولین سی‌پی‌یو ام‌ای‌دی با عنوان AM386 به بازار معرفی گردید؛ و در سال ۱۹۹۲ نخستین چیپ کنترلر سی‌پی‌یو و گرافیک توسط این شرکت ساخته شد.
- در سال ۱۹۹۳، سی‌پی‌یو AM486 و در سال ۱۹۹۵، سری پنجم ریزپردازنده‌ها یا همان K5 ساخته شد.
- در سال ۲۰۰۰، نخستین پردازنده یک گیگاهرتزی ای‌ام‌دی تولید شد.
- در سال بعد، پلت فرم سی‌پی‌یوهای چند هسته‌ای‌ ای‌ام‌دی تولید شد.
- در سال ۲۰۰۲، نخستین کارت گرافیک ای‌تی‌آی با عنوان ای‌تی‌آی 9700 pro که از نرم‌افزار Directx 9 پشتیبانی می‌کرد، روانه بازار گردید و در سال بعد سی‌پی‌یوهای ۶۴ بیتی ای‌ام‌دی تولید شد.
- در سال ۲۰۰۴، نخستین دو هسته‌‌ای ای‌ام‌دی معرفی گردید.
- شرکت کانادایی پردازنده‌های گرافیکی (ای‌تی‌آی) در سال ۲۰۰۶ میلادی، توسط «ای‌ام‌دی» خریداری شد. هم‌اکنون به عنوان زیر مجموعه این شرکت فعالیت می‌کند.
- در سال ۲۰۱۰، تولیدات زیر که از شاهکارهای این شرکت محسوب می‌شود، به بازار معرفی شدند:
- ای‌ام‌دی Phenom II X6 1090T Black Edition، یک سی‌پی‌یو پرقدرت ۶ هسته‌ای.
- ای‌ام‌دی Opteron 6000 Series، یک سی‌پی‌یوی هشت یا دوازده هسته‌ای برای سیستم‌های سرور.
- ای‌ام‌دی a8_5600k، یک سی‌پی‌یو 4 هسته‌ای قدرتمند که در سال ۲۰۱۲، برای ای‌ام‌دی پول‌ساز شد.
- در سال ۲۰۱۶، خانواده رایزن(RYZEN) را معرفی کرد.
- در سال ۲۰۱۸، ای‌ام‌دی سری خانواده ریز معماری 7 نانومتری رایزن که از مجموع پردازنده‌های چند هسته‌ای قدرتمند هستند را معرفی کرد.